# Gestão de identidades
Gestão de identidades, também conhecida como gestão de identidades e acessos (GIA) ou pelo seu termo em inglês, identity and access management (IAM) está entre as disciplinas de segurança da informação que "habilita os indivíduos corretos à acessar os recursos corretos no momento correto e pelos motivos corretos". A disciplina endereça a necessidade crítica de garantir acessos apropriados aos recursos em ambiente tecnológicos cada vez mais heterogêneos, ao mesmo tempo em que atende os requistos de conformidade que também estão cada vez mais rigorosos..

## Sistemas de Gestão de Identidades
Existem diversos sistemas comerciais usados para implementar a disciplina de GIA nas organizações. Entre eles, estão:
- HORACIUS IAM
- Oracle IDM
- Corpia IGA
- Requestia IAM
- IBM IDM
- NetAdmin IAM
- Quest OneIdentity
- CAP2AM IAM